# シェパード線
シェパード線（英語:  Line 4 Sheppard）は、カナダトロントにあるトロント市地下鉄の路線である。シェパード・ヤング駅とドン・ミルズ駅を結んでいる。路線番号は4号線。

## 概要
トロント4番目の地下鉄路線として2002年に開通。地下鉄路線としては1966年に開通したブロア・ダンフォース以来の36年ぶりの新路線である。トロント中心部は通らず郊外のノースヨークを走る路線である。
終点のDon Millsには駅直結のショッピングセンター「CF フェアビュー・モール」があり週末には大勢の客で賑わう。

## 駅
| シェパード線                           | シェパード線              | シェパード線 | シェパード線 |
| 駅名                                   | 接続路線                  | 開通年       | 方式         |
| -------------------------------------- | ------------------------- | ------------ | ------------ |
| シェパード・ヤング駅：Sheppard - Yonge | ■ヤング・ユニバーシティ線 | 2002年       | 地下         |
| ベイビュー駅：Bayview                  | <T>                       | 2002年       | 地下         |
| ベサリオン駅：Bessarion                | <T>                       | 2002年       | 地下         |
| レスリー駅：Leslie                     |                           | 2002年       | 地下         |
| ドン・ミルズ駅：Don Mills              |                           | 2002年       | 地下         |

## 延伸計画
東へはスカーバローのマッコーワン・ロードでブロア・ダンフォース線の延伸区間に接続、西へはヤング・ユニバーシティ線のシェパード・ウェスト駅までの延伸が計画されている。

## ギャラリー

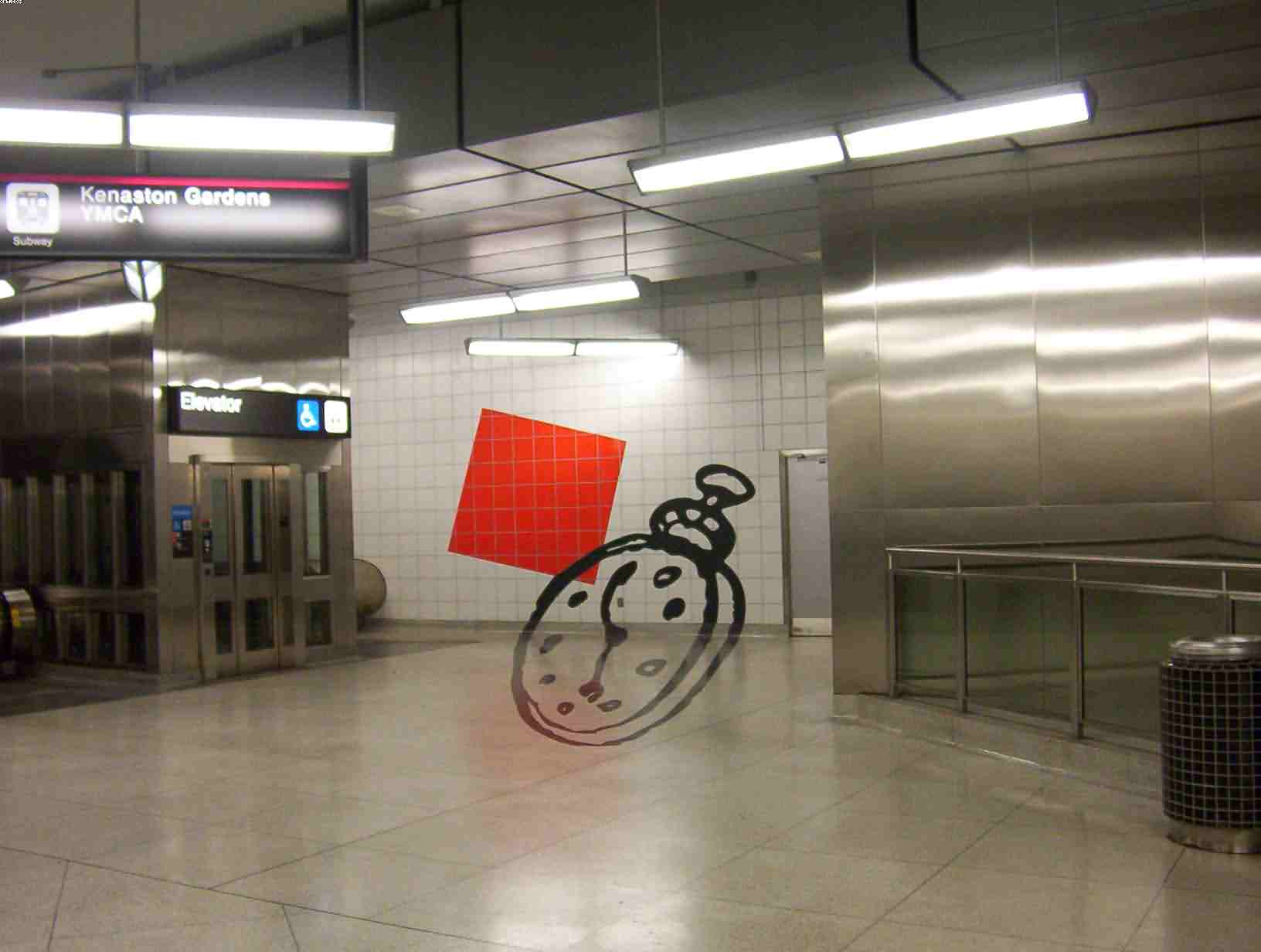
ベイビュー駅のトリックアート
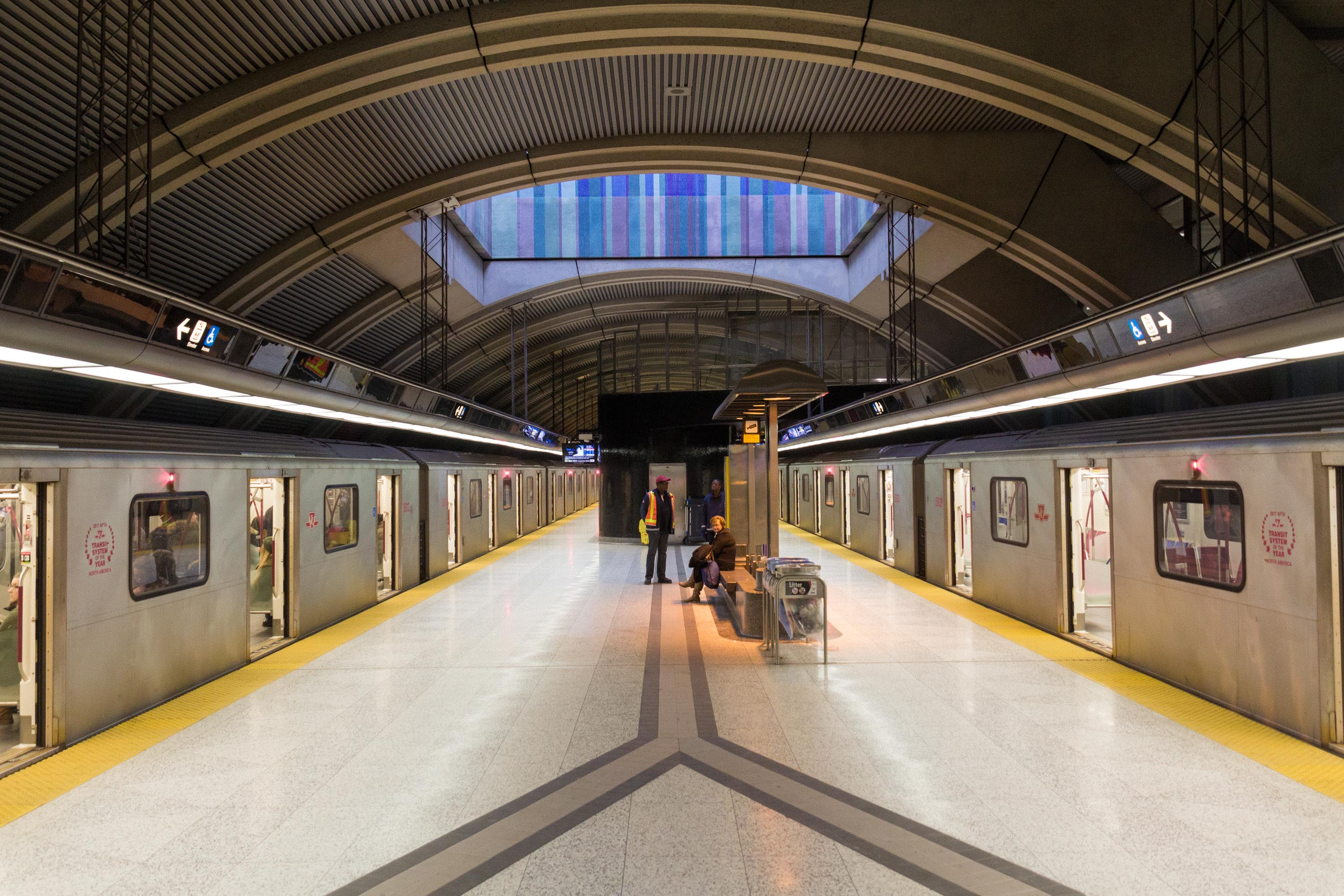
シェパードウェスト駅
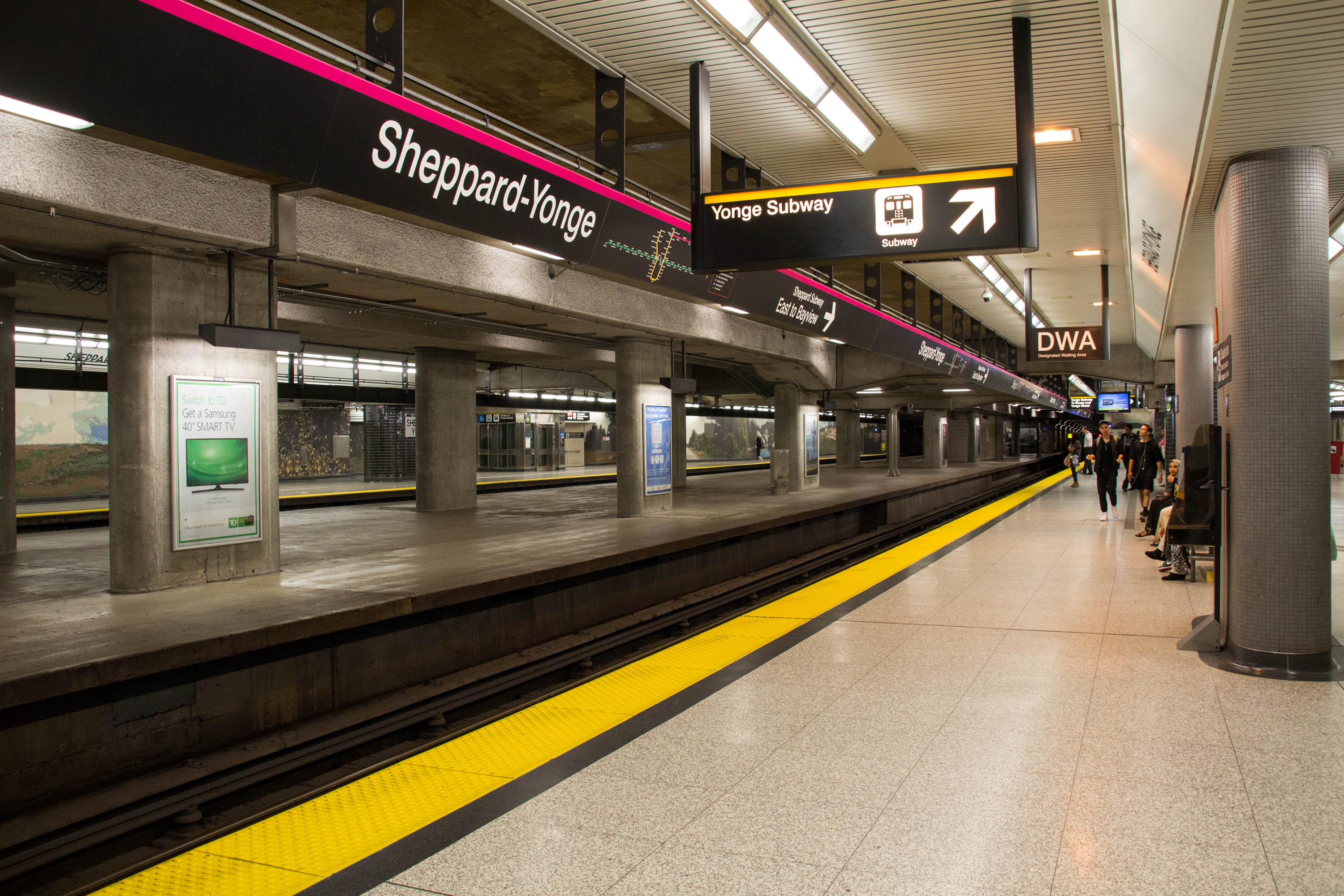
シェパード・ヤング駅